# 1941 au Québec
Cet article traite des événements survenus en 1941 au Québec. 

## Événements

### Janvier
- 1er janvier : Radio-Canada inaugure son premier service de nouvelles[1].
- 8 janvier : début de la deuxième session de la 21e législature[2].
- 14 au 16 janvier : la conférence fédérale-provinciale porte sur le rapport de la commission Rowell-Sirois, qu'Ottawa cherche à faire entériner par les autres premiers ministres. Le premier ministre ontarien Mitchell Hepburn s'y oppose. Celui du Québec, Adélard Godbout, ne semble pas être aussi ferme dans son opposition[3].
- 16 janvier : le député libéral de Huntingdon, James Walker Ross (en), meurt dans l'incendie de sa maison[4].

### Février
- 6 février : le trésorier James Arthur Mathewson, annonce que la dette québécoise a augmenté de plus de 50 millions $ en un an[5].

### Mars
- 22 mars : Adélard Godbout annonce la prochaine nationalisation de la Beauharnois Light and Power[6].

### Avril
- 12 avril : l'Aluminium Company of Canada annonce qu'elle construira des usines à Arvida[7].
- 29 avril : l'Assemblée législative adopte une loi permettant aux femmes de devenir avocates[8].

### Mai
- 6 mai : Adélard Godbout et Maurice Duplessis s'entendent pour critiquer la revue américaine Life, qui a énoncé que les Canadiens-français sont la cinquième colonne des Allemands en Amérique[9].
- 17 mai : prorogation de la session[2].

### Juillet
- 11 juillet : inauguration du monastère bénédictin de Saint-Benoît-du-Lac[10].
- 15 juillet : Ottawa instaure ses premiers règlements de rationnement sur l'essence. Il est désormais interdit d'en vendre de 19 heures à 7 heures du matin ainsi que le dimanche[11].
- 24 au 29 juillet : les employés de l'usine Alcan à Arvida se mettent en grève. Ils demandent une augmentation de 10 cents l'heure. L'aluminium étant un secteur névralgique de l'industrie de guerre, l'armée doit intervenir pour y mettre fin. L'employeur consent cependant à satisfaire les revendications de ses employés[12].
- 28 juillet : inauguration de la nouvelle route reliant Québec à Sainte-Anne-de-Beaupré. On lui donne le nom de boulevard Sainte-Anne[13].

### Août
- 1er août : inauguration d'un oléoduc international de près de 400 km reliant le port de mer de Portland (Maine) aux raffineries de pétrole de Montréal[14].

### Septembre
- 1er septembre : inauguration de l'aéroport de Dorval[15].
- 6 septembre : selon Le Devoir, le Canada, après deux ans de guerre, a 800 000 hommes sous les armes dont 100 000 en attente en Angleterre. Les dépenses jusqu'à maintenant ont été de près de 3 milliards $[16].

### Octobre
- 6 octobre : le Parti libéral du Québec remporte les élections partielles de Saint-Jean et de Huntingdon. Pour la première fois, les femmes du Québec ont pu voter au niveau provincial[2].
- 16 octobre : après recomptage dans Saint-Jean, l'unioniste Jean-Paul Beaulieu est déclaré vainqueur[17].
- 24 octobre : la Chambre des communes adopte la loi établissant un contrôle des prix et des salaires dans le but de mettre fin, déclare le gouvernement, à la hausse du coût de la vie due à la guerre[18].

### Novembre
- 12 novembre : Arthur Meighen redevient chef du Parti conservateur du Canada[19].
- 18 novembre : le poète Emile Nelligan meurt à l'Hôpital Saint-Jean-de-Dieu où il était hospitalisé depuis quarante ans[20].
- 19 novembre : Jean-Marie-Rodrigue Villeneuve, archevêque de Québec, interdit la tenue de bingos dans son diocèse[21].

### Décembre
- 7 décembre : à la suite de l'attaque de Pearl Harbor, le Canada déclare la guerre au Japon[22].
- 10 décembre : Louis St-Laurent est nommé ministre de la Justice à Ottawa, en remplacement d'Ernest Lapointe qui vient de mourir[23].
- 22 décembre : Louis St-Laurent annonce qu'il sera candidat libéral à l'élection partielle de Québec-est, l'ancien comté d'Ernest Lapointe[24].

## Naissances
- 1941 - Guy Émond (journaliste)  († 6 février 2019)
- 1941 - Jean Roy (humoriste, fantaisiste, membre des Foubracs)  († 15 juillet 2025)
- 1941 - Louis Brien (artiste-graveur)  († 11 mars 2024)
- 1941 - Rémy D'Anjou (animateur de télévision et de radio, personnificateur du Bonhomme Carnaval)  († 27 décembre 2010)
- 9 janvier - Gilles Vaillancourt (homme politique, maire de Laval)
- 13 janvier - Serge Laprade (chanteur, acteur et animateur) († 17 janvier 2024)
- 18 janvier - Denise Bombardier (journaliste) († 4 juillet 2023)
- 20 janvier - Pierre Lalonde (chanteur) († 21 juin 2016)
- 29 janvier - Michel Dumont (acteur) († 13 août 2020)
- 16 février - Pierre Labelle (humoriste) († 18 janvier 2000)
- 23 février - André Pelletier  (banquier, homme d'affaires et homme politique)
- 1er avril - Guy Trottier (joueur de hockey)
- 14 avril - Gerald Cohen (philosophe) († 5 août 2009)
- 22 avril - Céline Hervieux-Payette (femme politique)
- 27 avril - Sylvie Vincent (anthropologue)  († 30 avril 2020)
- 5 mai - Jacques Moisan (journaliste)
- 21 mai - Jean Gagnon (prélat)  († 23 décembre 2016)
- 6 juin - Hélène Alarie (agronome, fonctionnaire, professeure et femme politique) († 26 octobre 2023)
- 21 juin - Lysiane Gagnon (écrivaine)
- 23 juin - Roland Richer (homme politique)
- 25 juin - Denys Arcand (réalisateur)
- 26 juin - Yves Beauchemin (écrivain)
- 27 juin - Jacques Michel (chanteur)
- 1er juillet - Rodrigue Gilbert (joueur de hockey) († 19 août 2021)
- 2 juillet - Stéphane Venne (compositeur) († 17 janvier 2025)
- 10 août - Émile Martel , poète, traducteur, nouvelliste, diplomate, écrivain romancier) († 22 novembre 2023)
- 12 août - Réjean Ducharme (écrivain) († 21 août 2017)
- 2 septembre - Nicole Leblanc (comédienne) († 23 mai 2017)
- 16 septembre - André Harvey (homme politique)
- 27 septembre - Serge Ménard (homme politique)
- 9 octobre - Robert Lemieux (homme de loi) († 20 janvier 2008)
- 26 octobre - Marcel Lefebvre (réalisateur et scénariste) († 26 novembre 2022)
- 27 octobre - Yvon Picotte (enseignant et homme politique) († 15 mai 2024)
- 12 novembre - Claude Valade (chanteuse)
- 4 décembre - François Barcelo (écrivain) († 25 mai 2025)
- 12 décembre - Patrick Zabé (chanteur)

## Décès
- 16 janvier - James Walker Ross (en) (homme politique) (º 18 mars 1885)

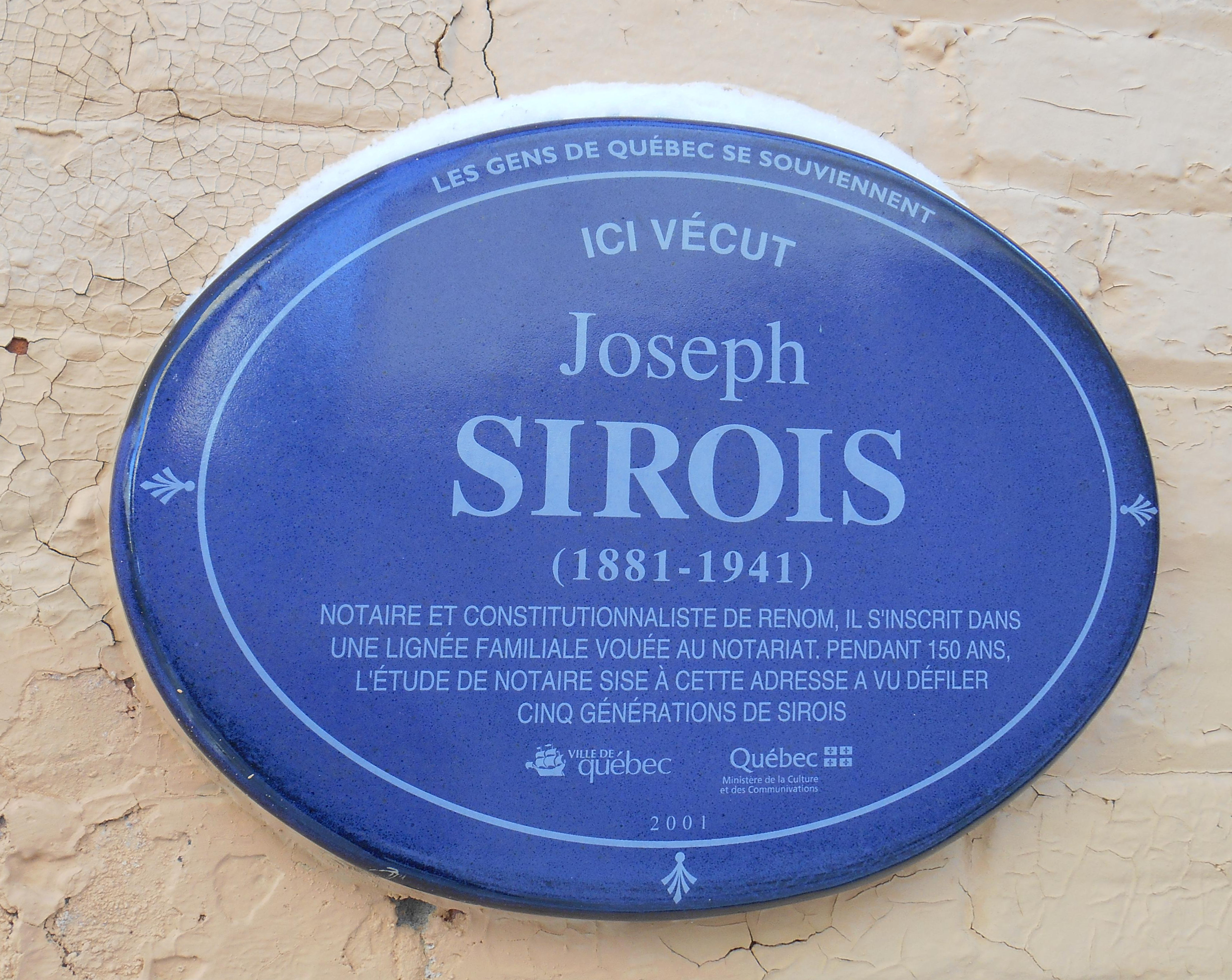
Plaque de Joseph Sirois
maison Sirois, 19, rue Couillard, Québec

- 17 janvier - Joseph Sirois (homme de loi) (º 2 octobre 1881)
- 20 février - Mary Rose Anna Travers dite la Bolduc, auteur-compositeur-interprète (° 4 juin 1894)
- 29 mars - Ernest Choquette (homme politique) (º 18 novembre 1862)
- 22 avril - Aegidius Fauteux (historien) (º 27 septembre 1876)
- 1er juin -Louis Francœur (journaliste) (º 3 avril 1895)
- 4 juillet - Joseph Dozois (fondateur du sanctuaire de Cap-de-la-Madeleine) (º 1881)
- 23 octobre - Arthur Melanson (prêtre) (º 25 mars 1879)
- 18 novembre - Émile Nelligan (poète) (º 24 décembre 1879)
- 26 novembre - Ernest Lapointe (homme politique) (º 6 octobre 1876)
- 17 décembre - Martin Beattie Fisher (homme politique) (º 2 janvier 1881)